# Torben Andersen (bokser)
 For alternative betydninger, se Torben Andersen. (Se også artikler, som begynder med Torben Andersen)
Torben Andersen (født 16. september 1951) var en dansk professionel bokser.
Som amatør boksede Torben Andersen for Olympia i Odense, og var en af de få boksere fra Fyn, der kunne tage konkurrencen op mod boksere fra Jylland og København. Han vandt DM i en alder af 18, da han i 1970 tog titlen i let-weltervægt. Senere på året blev han udtaget til de nordiske mesterskaber, hvor han opnåede bronze. 8 år senere, i 1978, vandt han DM igen, denne gang i let-mellemvægt. Torben Andersen vandt endvidere det jyske mesterskab i 1977, ligeledes i letmellemvægt. 
Torben Andersen skrev kontrakt med Mogens Palle i 1978, og debuterede som professionel samme år ved et stævne i KB Hallen i en alder af 26 år. Han besejrede modstanderen Johnny Elliot på point efter 4 omgange. Han besejrede herefter en række middelmådige englændere i sine første kampe. 
Den 15. marts 1979 blev han matchet mod den tidligere afrikanske mellemvægtsmester Idrissa Konate, der kort forinden havde givet Ayub Kalule rimelig modstand. Torben Andersen løste opgaven, og vandt på point efter 8 omgange. Torben Andersen var en dygtig tekniker, der dog havde vanskeligt ved at stoppe sine modstandere, og langt de fleste kampe blev vundet på point. Han besejrede i 1979-80 en række på papiret forholdsvis stærke modstandere, hvoraf de fleste dog var i karrierens efterår, så som Wolfgang Gans, Marco Scano, Mimoun Mohatar og Henry Rhiney, der alle tidligere havde gæstet Mogens Palles stævner. 
Toben Andersen opnåede 15 sejre i træk uden nederlag, da han i en forkamp til VM-matchen Kalule-Benes den 12. juni 1980 blev matchet mod den stærke sydafrikanske mester i letmellemvægt, Gert Steyn i Randers Hallen. Steyn havde året inden tabt til Jørgen Hansen, men viste, at han fortsat var blandt de bedste i klassen, da han slog Torben Andersen ud i 8. og sidste omgang af kampen. 
Torben Andersen boksede herefter en række kampe mod mindre stærke boksere, inden han blev sat op mod den stærke franskmand Pierre Joly, der med kun et enkelt nederlag i sine foregående 21 kampe var en bokser på vej op ad ranglisterne. Joly stoppede Andersen i 7. omgang af matchen. Torben Andersens ambitioner om en europæiske titelkamp var herefter ganske vanskelige at indfri, og karrieren bevægede sig ingen steder hen, idet det virkede som om, at Torben Andersen lige manglede det sidste, der skulle til for at komme op blandt de helt store. Toben Andersen boksede 4 kampe efter nederlaget til Joly, men opgav herefter karrieren som 31-årig. Sidste kamp i karrieren blev bokset den 8. april 1983 mod den tyske mester i letmellemvægt, Jean-Andre Emmerich, som Andersen besejrede på point efter 6 omgange. 
Toben Andersen opnåede 26 kampe, hvoraf han vandt de 24 (4 før tid) og tabte de to. 